# La cita (1994)
La cita es el décimo álbum de la cantante Daniela Romo, publicado en 1994.
En este álbum, rinde tributo a los compositores más grandes de Latinoamérica, interpretando clásicos del bolero tales como "Amor mío", "Que sabes tú", "Un mundo raro", "Cien años", "De que manera te olvido", entre otros. Algunos de estos temas enriquecieron la banda sonora de la telenovela "Si Dios me quita la vida", producida por Televisa en 1995.

## Lista de canciones
Disco 1:
1. . Amor mío
2. . Cien años
3. . Voy
4. . Un mundo raro
5. . La cita
6. . De que manera te olvido
7. . La noche de anoche
8. . Canta canta canta
9. . Que va
10. . Mi amigo el Tiempo

Disco 2:
1. . Que sabes tu
2. . Mulata
3. . Si Dios me quita la vida
4. . Dame un poco de ti
5. . Si nos dejan
6. . Toda una vida
7. . Que has hecho de mi
8. . La corriente
9. . Franqueza
10. . Cheque en blanco

## Personal
- Producción, arreglos y dirección Bebu Silvetti
- Producción ejecutiva Tina Galindo
- Coordinador de producción Ezra Kliger para BIM Productions INC
- Asistente de producción Sylvia Silvetti para BIM Productions INC
- Ingenieros de grabación y mezclas :Gustavo Borner, Tim Malone, Mauricio Guerrero, Irl Sanders
- Ingenieros asistentes Rob Gromme, Rick Veltrop, Bill Smith, Leslie Ann Jones, Peter Doell, Jill Tengan, Irl Sanders, Aaron Grant, Jeff Isaac
- Grabado y Mezclado en Rusk Sound Studios, Hollywood California,

Devonshire Hollywood California, Capitol Studios, Hollywood California, L.A.
East Studios, Salt Lake City, Utah.
Devonshire Hollywood California, Capitol Studios, Hollywood California
- Mezclas Gustavo Borner
- Mastering Capitol Studios, Hollywood California
- Ingeniero de mastering Wally Traugott
- Fotografía Adolfo Perez Butrón
- Maquillaje Eduardo Arias
- Producción Cristina Faesler
- Antigüedades Rodrigo Rivero Lake
- Vestuario Armando Mafud
- Diseño gráfico, retoque fotográfico y fotomontaje digital Sergio Toporek

## Músicos
- Guitarras (eléctrica, acústica, requinto: Grant Greissmasn, Ramon Stagnaro, Marcelo Berestovoy
- Bajo eléctrico: Mariano Rocca Jimmy Johnson
- Batería:Carlos Vega, Jorge Patrono
- Percusiones: Luis Conte, Alex Acuña
- Saxos: Justo Almario, Don Markese, Dan Higgins
- Trompetas: Ramon Flores, Charlie Davis
- Solo de trompeta: Ramon Flores
- Trombón: Bob Payne, Steve Holtman, Alan Kaplan
- Clarinete: Don Markese
- Oboe: Joel Timm
- Armónica:Tommy Morgan
- Acordeón: Enrique Garcia
- Piano: Bebu Silvetii
- Ritmo: Teo Fnaco, Jesse Hernandes, Ruben Loya, Eduardo Mendoza, Jesús Hernández
- Cuerdas: The VVC Symphonic Orchestra Concertino Ezra Kliger

- Datos: Q537968